# Liste des intendants de la généralité de Moulins
La généralité de Moulins est la circonscription des intendants du Bourbonnais, leur siège est Moulins.
Après la réunion du Bourbonnais à la couronne, l'administration royale s'y implante :
- 1523 : établissement des gouverneurs du Bourbonnais ;
- 1551 : présidial de Moulins ;
- 1587 : création de la généralité de Moulins par Henri III.

Les intendants de police, justice et finances sont créés en 1635 par un édit de Louis XIII, à la demande de Richelieu pour mieux contrôler l'administration locale.

## Liste des intendants de la généralité de Moulins
| Date                      | Nom |
| ------------------------- | --- |
| 1593                      | Robert Miron |
| 1599                      | Louis Le Fèvre de Caumartin (1552-1623) Garde des sceaux de France (1622-1623) |
| 1612                      | Génicourt d'Aultry Intendant de la justice en Nivernais, Auvergne, Bourbonnais et Marche par commission datée de Fontainebleau, le 10 octobre 1611 et enregistrée en 1612 |
| 1616                      | Robert Aubéry de Trilport Intendant de la justice en Bourbonnais, Nivernais et Auvergne, datée de Paris, le 6 octobre 1616 |
| 1617                      | François Thévin |
| 1623                      | Turgot |
| 1632                      | René de Voyer de Paulmy d'Argenson (1596-1651) seigneur d’Argenson Il a été intendant du Dauphiné et des pays adjacents pour la guerre d'Italie et de Savoie, en 1630, intendant des provinces de Berry, Touraine, Angoumois, Haute et Basse Marche, Haute et Basse Auvergne, sous le prince de Condé, gouverneur de ces provinces et de Bourgogne, en 1632, intendant de Saintonge et de Poitou, en 1633, intendant de l'Auvergne en 1634, intendant d'une des armées du roi en 1635, intendant de l'armée commandée par le maréchal de La Force, en 1636, intendant de l'armée d'Italie, en 1637, intendant des armées de terre et de mer en Catalogne en 1641, intendant du Poitou, Saintonge, Angoumois, pays d'Aunis et îles adjacentes en 1644. En 1646, il traite pour le roi avec le pape, le Grand duc de Toscane et d'autres princes d'Italie. Il est nommé en 1646 intendant de justice, police, finance et vivres de l'armée de terre qui est en cours de formation en Provence. Il assiste en 1647 aux États de Languedoc avec le duc d'Orléans. Il est nommé ambassadeur de Venise en 1650 Il prend l'état ecclésiastique en 1651. |
| 1634                      | Jacques Le Fèvre (?-1667) Seigneur de Saint-Port et sainte Assise, conseiller au Parlement de Paris, Maître des requêtes ordinaires de l'Hôtel du Roy, intendant du Bourbonnais (1634-1636) |
| 1636                      | Jean de Mesgrigny (vers 1674-1650) marquis de La Villeneuve conseiller d'État, intendant du Bourbonnais (1636-1638) et d'Auvergne (1635-1638), premier président du parlement d'Aix (1644-1655) |
| 1638                      | Humbert de Chaponnay (vers 1586-1672) seigneur de l'Isle de Meaux, de Beauregard, de la Chartonnière vice-bailli de Vienne, lieutenant général au présidial de Lyon, maître des requêtes en 1633, intendant de Bourgogne en 1634, intendant à Moulins, puis intendant du Lyonnais, Forez et Beaujolais en 1640 |
| 1641                      | Barthélémy Dupré (?-1645 ou 1646) Intendant du Poitou en 1634, intendant en Bourbonnais en 1641 |
| 1643                      | Antoine Phélypeaux (?-1665) Seigneur du Verger, conseiller au Parlement de Paris en 1624 |
| 1649                      | Gilbert III Gaulmyn (1585-1665) seigneur de Montgeorges, de Châtignoux, de Sauzay, de la Guyonnière et de Chezelles |
| 1649                      | Antoine de Villeneuve de Bordeaux Maître des requêtes en 1642, surintendant des finances du duc d'Orléans en 1644, intendant des finances en 1649 |
| 1651                      | Jean Gaulmyn ( -1693) seigneur de Beauvoir, de Tronger |
| 1654                      | Louis Gérard de La Cour des Bois (?-1718) Conseiller au Grand Conseil en 1646 Maître des requêtes en 1654 |
| 1655                      | Joseph-Antoine Le Febvre de La Barre (1622-4 mai 1688) |
| 1655 - 1658               | Jean Bochart de Champigny (7e du nom) ( -19 août 1691) seigneur de Champigny, et de Noroy petit-fils de Jean Bochart, neveu de François Bochart Saron de Champigny, intendant du Dauphiné et à Lyon, père de Jean Bochart de Champigny, 8e du nom, et de Guillaume Bochart de Champigny, évêque de Valence conseiller au parlement de Paris en 1638, maître des Requêtes le 19 mai 1645, intendant de Moulins et intendant de Limoges la même année (1655-1658), puis intendant de Tours (1658-1659), et intendant de Rouen (1660-1664). |
| 1661                      | Auguste-Robert de Pomereu (ou Pommereu) (1630-7 octobre 1702) seigneur de la Bretesche, Saint-Nom et Vauxmartin, baron de Riceys conseiller au Grand Conseil le 18 janvier 1651, maître des requêtes le 31 juillet 1656, président au Grand Conseil en mars 1662, puis intendant en Auvergne (1663-1664), à intendant à Bourges et à Moulins, conseiller d'État en 1675, prévôt des marchands de Paris en 1676, intendant en Bretagne (1689-1692), président en la chambre royale de l'Arsenal, conseiller au Conseil royal des finances (1697-1702, premier commissaire du Roi aux assemblées du clergé |
| 1666                      | Henri Lambert d'Herbigny (3 novembre 1623-29 juillet 1700) seigneur d'Herbigny, marquis de Thibouville père de Henri François Lambert d'Herbigny qui a suivi la même carrière que lui et a été amené à le remplacer plusieurs fois conseiller au parlement de Paris le 4 février 1650, maître des requêtes le 16 décembre 1660. Il a été ensuite intendant en Dauphiné, en 1679, intendant à Montauban, en 1691, intendant à Lyon, en 1694, puis intendant à Rouen la même année et a été remplacé par son fils. |
| 1669                      | Charles Tubeuf (1634-3 septembre 1680) baron de Verd et de Blanzat, fils de Jacques Tubeuf de Blanzat, président en la chambre des Comptes de Paris conseiller au parlement de Paris en 1654, maître des requêtes le 18 septembre 1661, intendant en Languedoc (1665-1667) avec Claude Bazin de Bezons, Intendant à Bourges et à Moulins, puis intendant à Tours en 1674 où il meurt en charge |
| 1675                      | Thomas-Alexandre de Morant (1642-1713) marquis de Mesnil-Garnier il est ensuite intendant et commandant en Provence (1680-1687), premier président du parlement de Toulouse, en 1687 |
| 1677                      | Charles Faulcon de Ris (1640-1691) fils de Charles Faucon de Ris; premier président du parlement de Rouen conseiller au parlement de Rouen, maître des requêtes, intendant à Moulins en 1677, intendant de Guyenne en 1678, puis premier président au parlement de Rouen |
| 1678                      | Michel-André Jubert de Bouville (1645-1720) seigneur de Bouville avocat général à la cour des Aides, intendant à Limoges en 1676, ensuite intendant à Alençon en 1683 puis revient intendant à Limoges en 1689 |
| 1682                      | Urbain Le Goux de La Berchère (1642 -31 août 1721) seigneur de la Berchère, marquis de Dinteville et de Santenay, comte de la Rochepot, baron de Toisy puis intendant d'Auvergne (1684-1685), intendant à Montauban (1685 - 1692), intendant à Rouen en 1692 |
| 1684 - 1686               | Jean de Creil de Bournezeau (1644-1709) marquis de Creil-Bournezeau Conseiller au Châtelet, conseiller au parlement de Paris,reçu le 4 septembre 1671 ; maître des Requêtes, reçu le 6 janvier 1676, puis intendant à Orléans (1686-1694), conseiller d'État en 1694 |
| 1686                      | Florent d'Argouges (1647-1719) marquis de Plessis conseiller au parlement de Rennes en 1676, maître des requêtes. Nommé intendant à Moulins en 1686, il est révoqué, intendant de Bourgogne entre juillet 1688 et janvier 1694 |
| 1688                      | Antoine d'Aquin de Châteaurenard (1657-1735) seigneur de Châteaurenard, fils d'Antoine d'Aquin, premier médecin du roi, il est nommé alors qu'il n'est pas maître des requêtes, neveu de Luc d'Aquin, évêque de Fréjus (1681-1697), cousin de Louis d'Aquin qui est évêque de Fréjus après résignation de son oncle en sa faveur, puis évêque de Sées (1698-1710) conseiller au parlement de Paris en 1679, commissaire départi à Moulins en 1688. En 1694 il devient président au Grand Conseil mais est destitué peu après, mais reste propriétaire de la charge jusqu'en 1707. |
| 1694                      | Jacques Le Vayer (1650-1738) seigneur de Sablé, neveu de Roland Le Vayer de Boutigny ( -1685), intendant à Soissons conseiller au Grand Conseil en 1674, maître des requêtes en 1687, puis intendant à Moulins |
| 1699                      | de Fieubet non acceptant |
| 1699                      | Jean II de Turmenyes de Nointel (1668-1727) fils de Jean de Turmenyes de Nointel ( -1702), financier, receveur général de la généralité d'Amiens (1669-1682), secrétaire du roi en 1676, trésorier général de l'Extraordinaire des Guerres entre 1682 et 1696, quand il devient garde du Trésor royal. Il a construit le château de Nointel conseiller au parlement de Paris en 1690, maître des requêtes ordinaire de l'Hôtel du roi en 1692, intendant à Moulins, puis il succède à son père comme garde du Trésor royal entre 1703 et 1718 et partage cette charges avec Pierre Gruyn. |
| 1702                      | Gilles IV de Maupeou (1647-1727) comte d'Ableiges conseiller au parlement de Paris en 1674, maître des requêtes en 1683, d'abord intendant en Auvergne en 1691 et intendant à Poitiers en 1695 |
| 3 décembre 1707 août 1709 | Jacques Hardouin-Mansart (1677-1762) comte de Sagonne Fils de Jules Hardouin-Mansart, père de Jacques Hardouin-Mansart de Sagonne et de Jean Mansart de Jouy |
| 1709                      | Jacques Étienne Turgot de Sousmont (1671-1722) Il a été auparavant intendant de la généralité de Metz, en 1697, puis intendant à Tours Fils de Dominique Turgot, intendant à Tours, né posthume Il est le père de Michel-Étienne Turgot, prévôt des marchands de Paris, et grand-père de Jacques Turgot |
| 1713                      | Marc-Antoine Turgot de Saint-Clair (1668-1748) Il a été intendant de Riom, puis intendant de Bourges et ensuite intendant de Soissons |
| 1720                      | Jean-Charles Doujat (1653-1726) Il a été intendant de Poitiers (1705-1708), intendant de Bordeaux, et intendant de Hainaut |
| 1723                      | Gilles Brunet d'Evry (1683-1762) seigneur d'Evry Il a été intendant de Riom |
| 1729                      | Barthélemy de Vanolles (1684-1770) Maître des Requêtes en 1722. Il a été ensuite intendant de Franche-Comté (1734-1743), puis intendant d'Alsace, entre 1746 et 1750. Conseiller d'État en 1750 et 1765. |
| 1734-1738                 | Bertrand René Pallu (1692-1758) seigneur de Ruau Il devient ensuite intendant de Lyon (1738-1750) |
| 1738                      | Louis Jean Bertier de Sauvigny (1709-1788) Il a été ensuite intendant de la généralité de Grenoble (1740-1744), et intendant de la généralité de Paris (1744-1776), et premier président du parlement de Paris pendant la « réforme Maupeou » (1771-1774) |
| 1740                      | Pierre Jean François de La Porte (1710-1793) Maître des Requêtes en 1734, Il est ensuite nommé intendant du Dauphiné (1744-1761). Conseiller d'État en 1767, 1768 et 1782 |
| 1744                      | Jean Louis de Bernage seigneur de Vaux Il est ensuite intendant de Metz (1756-1766). |
| 1756                      | Aimable-Pierre-Thomas de Bérulle (1726-26 avril 1794) petit-fils de Pierre de Bérulle, intendant du Lyonnais, premier président du parlement du Dauphiné, fils de Pierre-Nicolas de Bérulle, qui lui a succédé dans cette charge il est ensuite nommé premier président au parlement du Dauphiné où il reste en charge jusqu'en 1779, sauf pendant l'intermède du parlement Maupeou, et transmet sa charge à son fils |
| 1760-18 août 1762         | Jean Vincent Claude Le Nain Il meurt le 18 août 1762 Fils de l'intendant du Languedoc |
| 1762-1765                 | Jacques de Flesselles (11 novembre 1730-14 juillet 1789) conseiller au parlement de Paris, maître des requêtes, président au Grand Conseil. Il est ensuite intendant de la généralité de Rennes, en 1765, puis intendant de Lyon (1767-1784). Membre de l’Académie de Lyon, il devient conseiller d’État en 1784 et prévôt des marchands de Paris en 1789. |
| 1766-1777                 | Jean Samuel de Pont de Monderoux (1725-1805) seigneur de Monderoux maître des requêtes en 1755, intendant à Moulins, il est ensuite intendant de Metz-Trois-Évêchés (1778-1790) |
| 1777-1781                 | Jean-Jacques-Philippe-Isaac Gueau de Gravelle de Reverseaux (1739-1794) marquis de Reverseaux, comte de Miermaigne, seigneur, châtelain de Theuville, Allonne, Beaumont, Argenvilliers et autres lieux Il a été ensuite intendant de la généralité de La Rochelle (1781-1789) |
| 1781-1784                 | Antoine Terray (1751-1794) vicomte de Rozières, seigneur de Changy et Saint-Bonnet intendant à Montauban (1773-1781), puis intendant à Lyon (1784-1790) |
| 1784-1788                 | Charles François Antoine de Barbarat de Mazirot (1740-1788) comte de Muret, seigneur de Neuvron |
| 27 juillet 1788-1789      | Joseph Pierre François-Xavier Foullon de Doué (30 janvier 1750-14 juillet 1828) marquis de La Tournelle, baron de Doué Fils de Joseph François Foullon frère de Eugène Joseph Stanislas Foullon d'Escotiers intendant à la Guadeloupe puis intendant à la Martinique avocat du roi au Châtelet le 16 mars 1768, maître des requêtes le 11 février 1775, sous-intendant à Bayonne en 1787. Après 1789 il se retire à Saumur, puis émigre en Angleterre, ensuite en Belgique,enfin à Hambourg, à partir d'avril 1793. Il rentre en France en 1800. Il est fait conseiller d'État honoraire le 5 juillet 1814 |